# Formação Hanson
A Formação Hanson é uma formação geológica no Monte Kirkpatrick, Antártida. É um dos dois únicos grandes grupos de rochas contendo dinossauros encontrados no continente da Antártida até hoje; a outra é a Formação da Ilha Snow Hill e formações relacionadas do Cretáceo Superior da Península Antártica. A formação rendeu apenas um punhado de espécimes do Mesozóico até agora e a maioria deles ainda não foi escavada. Parte do Grupo Victoria das Montanhas Transantárticas, está abaixo da Formação Prebble e acima da Formação Falla. A formação está relacionada à atividade vulcânica ligada às erupções Karoo-Ferar no Jurássico Inferior. O clima da zona era semelhante ao moderno sul do Chile, úmido, com um intervalo de temperatura de 17 a 18 graus. A Formação Hanson está correlacionada com a Formação Section Peak em Eisenhower Range e Deep Freeze Range, bem como depósitos vulcânicos em Convoy Range e Ricker Hills na região sudoeste da Terra de Vitória.

## Descrição
O nome Formação Hanson foi proposto para a sequência vulcaniclástica que foi descrita no ensaio de Formação Falla de Barrett de 1969. O nome foi tirado do Hanson Spur, que fica imediatamente a oeste do Monte Falla.

## Dinossauros descobertos

### Sauropodomorfos
- Glacialisaurus [8]

### Terópodes
- Cryolophosaurus [9]

Vários restos de dinossauros indeterminados também foram encontrados, entre sauropodomorfos, neoterópodes e membros da família Coelophysidae.